# Rascló embridat
El rascló embridat (Hypotaenidia torquata) és una espècie d'ocell de la família dels ràl·lids (Rallidae) que habita aiguamolls, boscos i terrenys més oberts a les Filipines, Sulawesi i algunes illes properes, Salawati i nord-oest de Nova Guinea.

## Descripció
El rascló embridat té unes bandes clares i ostensibles amb la cua curta i arquejada. És de color marró oliva a la part superior i molt barrat de blanc i negre a la part inferior i a la gola, amb una banda vermella al pit. La cara és sorprenentment negra amb una gruixuda franja blanca.
Similar al rascló de clatell vermell (Hypotaenidia philippensis), però fàcilment identificable per la franja facial blanca i l'absència d'una cella blanca.
Li agrada més els prats pantanosos i humits fins als 1000 metres d'altitud. L'espècie és comuna, però tímida i difícil de veure.
La dieta inclou (però no es limita a) ous, com ara ous de megàpode de les Filipines (Megapodius cumingii).

## Taxonomia
Les espècies de Hypotaenidia sovint s'inclouen a Gallirallus, però la seqüència d'ADN de Kirchman (2012) mostra que són parafilètiques a Gallirallus. El reconeixement segueix Dickinson & Remsen (2013) i inclou Nesoclopeus.
Antigament el rascló embridat estava inclòs en el gènere Gallirallus com a G. torquatus.
Es reconeixen cinc subespècies:
- H. t. torquata (Linnaeus, 1766) - Illa Pom Pom (= Pulau Pompong) i illa Selingan  (est del nord-est de Borneo) i Filipines.

- H. t. celebensis (Quoy & Gaimard, 1832) - Sulawesi i adjacents.
- H. t. sulcirostris (Wallace, 1863) - illes Banggai i Sula (est de Sulawesi).
- H. t. kuehni (Rothschild, 1902) - illa Tukangbesi (sud-est de Sulawesi).
- H. t. limaria (Peters, 1934) - Salawati (illa Raja Ampat, al nord-oest de Nova Guinea) i nord-oest de Nova Guinea.